# جک گست
جک گست (انگلیسی: Jack Guest؛ ۲۸ مارس ۱۹۰۶ – ۱۲ ژوئن ۱۹۷۲ (aged 66)) ورزشکار روئینگ اهل کانادا بود.
وی در مسابقات کشوری و بین‌المللی در مجموع برندهٔ ۱ مدال نقره شده‌است.